# Circobotys caffralis
Circobotys caffralis is een vlinder uit de familie van de grasmotten (Crambidae). De wetenschappelijke naam van deze soort is voor het eerst voorgesteld als Crocidophora caffralis door George Francis Hampson in een publicatie uit 1910. De spanwijdte bedraagt ongeveer 28 millimeter.
De soort komt voor in Oeganda, Zambia, Mozambique, Zimbabwe, Zuid-Afrika en de Comoren.